# Sextus Pilonius Modestus
Sextus Pilonius Modestus (vollständige Namensform Sextus Pilonius Sexti filius Stellatina Modestus) war ein im 1. und 2. Jahrhundert n. Chr. lebender Angehöriger der römischen Armee. Durch eine Inschrift, die in Sarmizegetusa gefunden wurde, ist seine militärische Laufbahn bekannt.
Modestus diente als Centurio in den folgenden Legionen (in dieser Reihenfolge): in der Legio VII Claudia pia fidelis, die in der Provinz Moesia stationiert war, in der Legio VIII Augusta, die ihr Hauptlager in Argentorate in der Provinz Germania superior hatte, in der Legio XI Claudia pia fidelis, die ihr Hauptlager in Vindonissa in der Provinz Germania superior hatte, in der Legio I Minervia pia fidelis, die ihr Hauptlager in Bonna in der Provinz Germania inferior hatte und zuletzt in der Legio IIII Flavia Felix, die zu diesem Zeitpunkt in Berzobis in der Provinz Dacia stationiert war. In der Legio IIII Flavia Felix erreichte er den Rang eines Hastatus posterior.
Modestus war ein Angehöriger des römischen Ritterstandes (Eques), der als Centurio in die Legio VII Claudia eintrat (ordinem accepit ex equite Romano). Er diente 19 Jahre als Centurio (stipendiis centurionicis XVIIII) und starb im Alter von 37 Jahren (annorum XXXVII). Auf seinem Grabstein finden sich die Formeln Hic situs est und Sit tibi terra levis.
Modestus war in der Tribus Stellatina eingeschrieben und stammte aus Beneventum.
Die Inschrift wird bei der EDCS auf 106/119 datiert. James Robert Summerly datiert seine Laufbahn in einen Zeitraum zwischen 88 und 118.